# Februarie 2010
Acest articol este generat integral pe baza informațiilor din articolul 2010 și este actualizat periodic de un robot.
 Editările făcute în articol vor fi șterse la următoarea actualizare! Dacă doriți să faceți modificări, editați articolul-sursă.

ianuarie -
februarie -
martie -
aprilie -
mai -
iunie -
iulie -
august -
septembrie -
octombrie -
noiembrie -
decembrie
Februarie 2010 a fost a doua lună a anului și a început într-o zi de luni.

## Evenimente

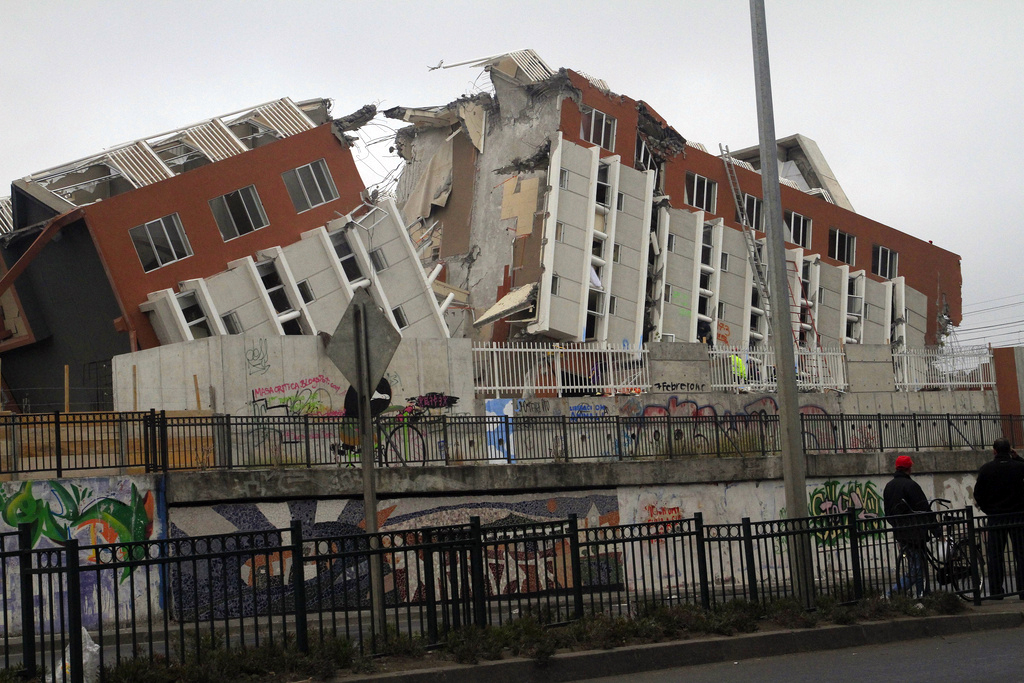
27 februarie: Clădire distrusă în cutremurul din Chile.

- 7 februarie: În urma alegerilor prezidențiale din Ucraina, Viktor Ianukovici devine noul președinte cu 35,32% din voturile exprimate.
- 12–28 februarie: A avut loc cea de-a XXI ediție a Jocurilor Olimpice de iarnă de la Vancouver, Canada.[1]
- 18 februarie: Președintele Nigerului, Tandja Mamadou, a fost capturat în urma unei lovituri de stat. În aceeași zi, rebelii au anunțat la televiziune că țara este condusă de Consiliul pentru Restaurarea Democrației (CSDR) condus de Salou Djibo.
- 20 februarie: Victor Ponta este ales președinte al Partidului Social Democrat, la Congresul Extraordinar al partidului.
- 20 februarie: Filmul Eu când vreau să fluier, fluier, de Florin Șerban a primit Ursul de Argint și distincția „Alfred Bauer” la gala Festivalului Internațional de Film de la Berlin.
- 24 februarie: Tilikum (orcă) a atacat-o mortal pe Dawn Brancheau.
- 27 februarie: Un cutremur cu magnitudinea de 8,8 grade Richter a avut loc în Chile. Acesta a avut 60 de replici, dintre care șase au avut peste 6 grade pe scara Richter.[2]

## Decese
- 3 februarie: Prințesa Regina de Saxa-Meiningen, 85 ani, soția lui Otto von Habsburg (n. 1925)
- 3 februarie: Georges Wilson, 88 ani, actor francez de film și televiziune (n. 1921)
- 5 februarie: Mallia Franklin, 57 ani, cântăreață americană (P-Funk), (n. 1952)
- 7 februarie: William Tenn (n. Philip Klass), 89 ani, autor american de literatură SF (n. 1920)
- 9 februarie: Romulus Bărbulescu, 68 ani, antologist, dramaturg, eseist și romancier român (n. 1925)
- 11 februarie: James Cimino, 82 ani, medic specializat în îngrijiri paliative (n. 1928)
- 11 februarie: Alexander McQueen, 40 ani, creator britanic de modă (n. 1969)
- 12 februarie: Luis Molowny (Luis Molowny Arbelo), 86 ani, fotbalist și antrenor spaniol (n. 1925)
- 12 februarie: Nodar Kumaritashvili, 21 ani, sportiv georgian (sanie), (n. 1988)
- 15 februarie: Constantin Bărbulescu, 82 ani, economist român (n. 1927)
- 16 februarie: John Davis Chandler, 75 ani, actor american (n. 1935)
- 17 februarie: Witold Skaruch, 80 ani, actor de teatru, film și televiziune și regizor de teatru, polonez (n. 1930)
- 18 februarie: Ariel Ramírez, 88 ani, compozitor argentinian (n. 1921)
- 19 februarie: Lionel Jeffries (Lionel Charles Jeffries), 83 ani, actor, scenarist și regizor britanic (n. 1926)
- 19 februarie: Ion Strâmbeanu, 83 ani, lăutar român (n. 1926)
- 20 februarie: Johanna Dohnal, 71 ani, politiciană și feministă austriacă (n. 1939)
- 20 februarie: Alexander Meigs Haig, jr, 85 ani, secretar de stat, american (n. 1924)
- 21 februarie: Valeriu Cușner (n. Valeriu Cușnerenco), 72 ani, poet român (n. 1937)
- 23 februarie: Gerhard Neef, 63 ani, fotbalist german (portar), (n. 1946)
- 25 februarie: Gheorghe Gaston-Marin (n. Gheorghe Grossman), 92 ani, comunist român de etnie evreiască (n. 1918)
- 25 februarie: Dan Mizrahi, 83 ani, pianist român de etnie evreiască (n. 1926)
- 27 februarie: Vladislav Galkin, 38 ani, actor rus (n. 1971)
- 27 februarie: Albert Tavhelidze, 79 ani, fizician de vază sovietic, de origine gruzină (n. 1930)
- 27 februarie: Wendy Toye (n. Beryl mai Jessie Toye), 92 ani, actriță, regizoare și coregrafă britanică (n. 1917)
- 28 februarie: Gene Greytak, 84 ani, actor american (n. 1925)